# The 3rd Burger
The 3rd Burger（ザ サード バーガー）は、日本のハンバーガーチェーン店。

## 概要

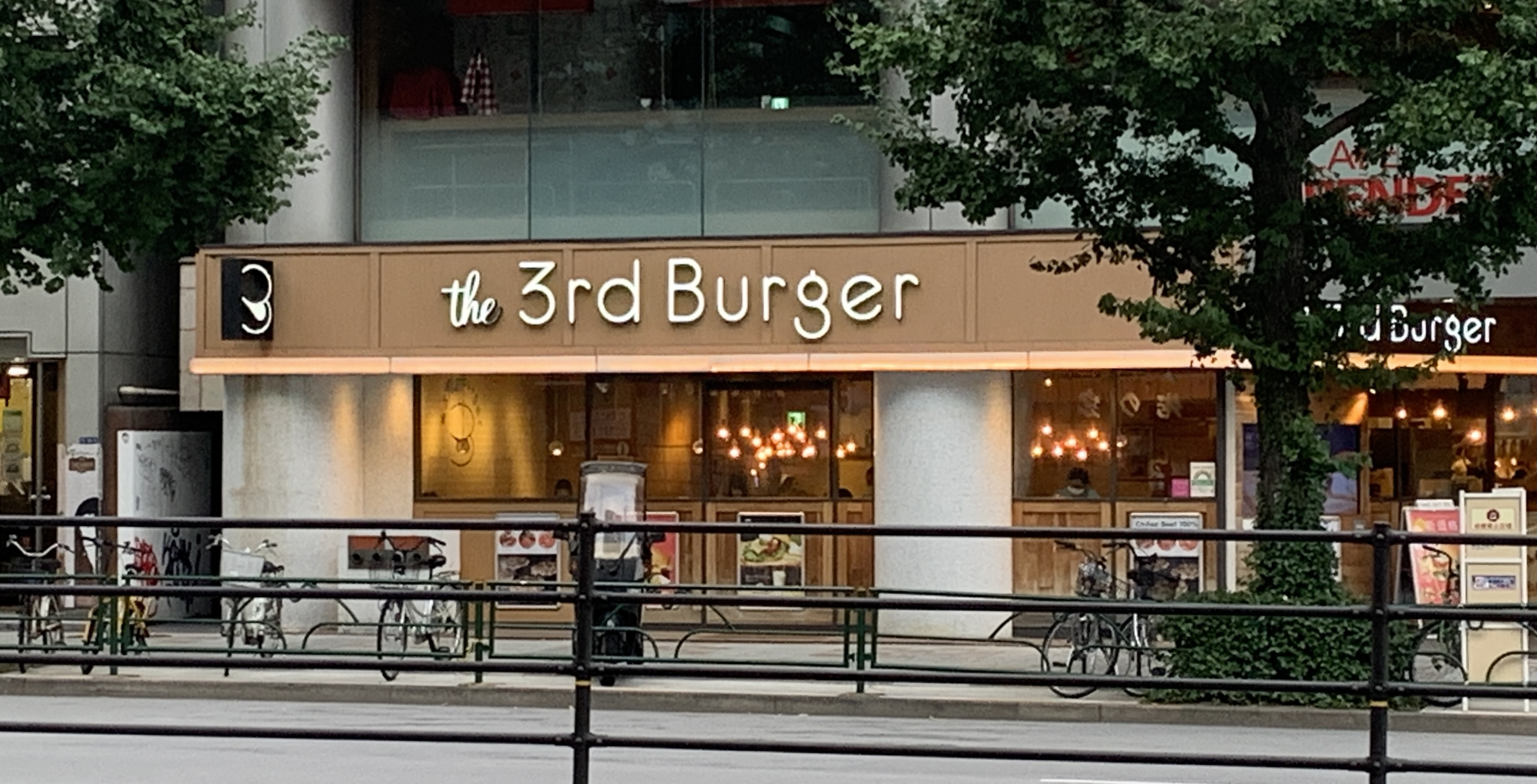
The 3rd Burger新宿大ガード店

2012年にユナイテッド&コレクティブにより設立された。リーズナブルな価格やスピード感を重視した‟1st”バーガー、食材や調理にこだわった高級志向の‟2nd”バーガーのいずれにも属さない、新しいハンバーガーをコンセプトとしている。
自家製のパティや新鮮な食材を使い、これまでに無い、体が喜ぶハンバーガーをつくるということをモットーにしている。現在、3都県に11店舗を構えている。(東京都9店舗、神奈川県 、岡山県各1店舗。)営業時間は店舗により様々で一概に言えない。店内はウッドや緑を使用しており、自然と人が集い、コミュニケーションが生まれていく「都会の公園」をイメージしてある。価格帯はおよそ1000円程。

## 店舗一覧

### 東京都
- アークヒルズサウスタワー店
- 青山骨董通り店
- 丸井吉祥寺店
- 新宿大ガード店
- 三軒茶屋店
- 虎ノ門ヒルズビジネスタワー店
- アトレ竹芝店
- Otemachi One店
- 渋谷宮益坂店
- 武蔵小山店

### 神奈川県
- 元住吉店
- 溝の口店

### 岡山県
- 岡山一番街店[4]